# Tiranet orellut marbrenc
El tiranet orellut marbrenc (Pogonotriccus ophthalmicus) és un ocell de la família dels tirànids (Tyrannidae).

## Hàbitat i distribució
Habita els boscos de les muntanyes de Colòmbia i nord de Veneçuela, cap al sud, a través dels Andes del nord-oest i est de l'Equador i Perú fins l'oest de Bolívia.